# گرم ۲۶۶۶
سیارک ۲۶۶۶ (به انگلیسی: 2666 Gramme، نامگذاری:1951TA) دو هزار و ششصد و شصت و ششمین سیارک کشف شده‌است که در ۸ اکتبر ۱۹۵۱ کشف شد.
قدر مطلق سیارک برابر ۱۱٫۷۰ است.